# Celtic pop
Il celtic pop è una variante del celtic rock.
È caratterizzato da suoni più dolci ed orecchiabili del rock, grazie all'allegria e dalla vivacità ritmica (tipica del folk irlandese) fusa con sonorità e metriche moderne, tipiche del pop.
Da molti viene indicato come l'anello di congiunzione tra la musica popolare irlandese, ed il pop moderno, proprio per l'utilizzo di strumenti, come il Fiddle, tradizionalmente impiegati nella musica folk.
Tra gli artisti di maggior successo troviamo i Corrs e il cantautore Christy Moore.

## In Italia
Se il celtic rock è stato introdotto da alcune composizioni di Angelo Branduardi già negli anni '70, il celtic pop anche in Italia ebbe il suo momento di gloria nel 2002 (precedentemente era stato proposto anche nella primissima parte di carriera dal duo Paola e Chiara con Amici come prima del 1997), grazie alla canzone Il passo silenzioso della neve e all'album Creatura nuda di Valentina Giovagnini. Proprio la giovane artista toscana (mancata in un incidente stradale il 2 gennaio 2009) si può lecitamente definire la sola fautrice italiana di spicco del celtic pop, prevalente in entrambi i due album da lei pubblicati, il citato Creatura nuda e il postumo L'amore non ha fine.
È da segnalare anche l'esperienza del duo Sonohra, che ha collaborato anche con Hevia, celebre compositore ed esecutore di musica celtica asturiano, e negli ultimi anni, la cantautrice e musicista Ida Elena De Razza, attiva principalmente all'estero e vincitrice di diversi premi tra cui un L.A. Music Award nel 2018 con il video del suo brano Native Spirit (Maqueta Records) e best fermale vocalist del Musica Celtica Italia Awards 2021.